# Monopole X88
Der Monopole X88 war ein Sportwagen, der 1954 bei Monopole in Frankreich gebaut wurde.

## Entwicklungsgeschichte
1952 feierte der kleine französische Rennwagenbauer Monopole seinen bis dahin größten Erfolg beim 24-Stunden-Rennen von Le Mans. Mit dem kleinen X84, dessen 2-Zylinder-Panhard-Boxermotor nur 0,6-Liter-Hubraum hatte, gewannen Jean Hémard und Eugène Dussous den für das Team so wichtigen Index of Performance. 
Der X88 wurde 1954 entwickelt und war ein geschlossener Rennwagen der Klasse für Rennwagen bis 0,75-Liter-Hubraum. Diese geschlossene Karosserie, die bei Monopole gebaut wurde, unterschied den Wagen vom Panhard X88, einem offenen Spider. In der Literatur werden diese beiden Fahrzeuge jedoch nicht selten verwechselt. Mit ein Grund dafür ist der Umstand, dass das Rennteam von Panhard & Levassor auch Rennwagen von Monopole einsetzte. Angetrieben wurde auch dieses Monopole-Modell von einem Panhard-Boxermotor. 1954 war dies noch das bewährte 0,6-Liter-Aggregat, das 1955 durch ein 0,7-Liter-Triebwerk vom selben Hersteller ersetzt wurde.

## Renngeschichte
Wie fast alle anderen Monopole-Modelle wurde auch der X88 fast ausschließlich in Le Mans gefahren. 1954 fuhren den X88 die beiden Chancel-Brüder Pierre und Robert konnten das Rennen aber nicht beenden. Nach 157 gefahrenen Runden schied der Wagen nach einem Motorschaden aus. 1955 waren zwei X88 gemeldet. Pierre Hémard und Pierre Flahault ging im Fahrzeug mit der Nummer 52 an den Start, Francis Navarro und Jean de Montrémy den Rennwagen mit der Nummer 53. Nummer 52 schied nach einem Unfall, bei der Nummer 53 gab es ein irreparables Ölleck.
Auch 1956 gab es keine Zielankunft, diese folgte dann 1957 als Robert Chancel und Pierre Flahault das Rennen an der 20. Stelle der Gesamtwertung beendete.